# Црква Светог цара Константина и царице Јелене у Овчи
Црква Светог цара Константина и царице Јелене је румунска православна црква која се налази у насељу Овча у градској општини Палилула у Београду. Зидана је у периоду између 1921—1933. године према пројекту архитекте Радивоја Предића у духу српско—византијске архитектуре. Увршћена је као споменик културе Србије.

## Историјат и архитектура
На месту данашње цркве налазила се старија црква из 19. века, односно мала капела од набоја. Извођење радова на цркви Светог цара Константина и царице Јелене било је поверено градитељу Стевану Катинићу из Земуна. Објекат је изграђен од црквених пара и пара верника из Овче.
Црква је конципирана као тробродна базилика са истакнутим бочним правоугаоним певницама и олтарском апсидом, споља петостраном а изнутра полукружном. Изнад централног дела наоса издиже се кубе, а у западном делу налази се пространа припрата са два монументална звоника. Црква је грађена од опеке са полихромном обрадом фасада, профилацијом и декорацијом у духу моравске школе. Са старог иконостаса који је зидан опеком и омалтерисан, сачуване су четири иконе из 1837. године, које су се налазиле у старој цркви. Према положају фигура, облику ликова и бојама, ове иконе припадају кругу сликара Константин Данила, највероватније његовом ученику Јовану Поповићу. Црква има четири звоника, два са старе цркве, а два су дар ктитора цркве, свештеника Тројана Попоескуа, Павела и Елене Дехељан и Илије и Параскеве Буксин. Цркву је 1989. године осликао иконописац Бошко Ковачев.
Црква Светог цара Константина и царице Јелене је од архитектонско—урбанистичког значаја, као пример обнове српског националног стила и једна од ретких сачуваних у овом стилу у Банату, где се слободно ауторско тумачење српско-византијске градитељске традиције супротставило актуелним моделима европске барокне и класицистичке културе.